# Sinus cavernosus

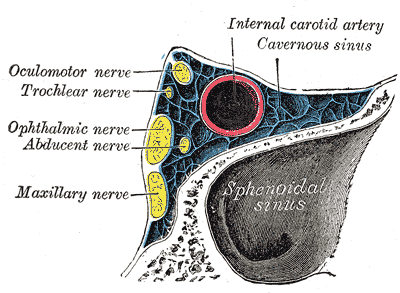
Sinus cavernosus: A. carotis interna (rot); Hirnnerven (gelb)

Sinus cavernosus (von sinus, lat.: „Beutel“, „Tasche“, „Innerstes“, und cavus, lat.: „Höhle, Hohlraum“) ist der medizinische Fachausdruck für einen erweiterten Venenraum in der harten Hirnhaut an der vorderen Schädelbasis. Er gehört zu den Hirnblutleitern (Sinus durae matris), über die das Blut aus dem Gehirn abfließt.
In den Sinus cavernosus mündet der Sinus sphenoparietalis, die Vena ophthalmica superior und die Vena ophthalmica inferior. Er fließt im Wesentlichen über den Sinus petrosus inferior in den Bulbus superior der Vena jugularis interna. Die Hypophyse ragt in den Sinus cavernosus hinein.
An der Wand des Sinus cavernosus verlaufen mehrere Hirnnerven: Nervus oculomotorius, Nervus trochlearis, Nervus ophthalmicus, Nervus maxillaris. Der Nervus abducens zieht durch den Sinus cavernosus. Die Arteria carotis interna verläuft durch den Sinus cavernosus, sodass Verletzungen oder Rupturen der Wand zur Bildung einer arteriovenösen Fistel führen können, welche je nach Art der Fistel in vier verschiedene Gruppen eingeteilt werden können. Dabei kommt es bei einer High-Flow Fistel zu einem pulsierenden Exophthalmus. Es besteht zudem eine Verbindung über die Vena ophthalmica superior und Vena angularis zur Vena facialis, die das Gesicht drainiert. Insofern kann es im Fall eines entzündlichen Prozesses im Gesichtsbereich zu einer Ausbreitung der Infektion bis zum Sinus cavernosus kommen, was zu einer Sinus-cavernosus-Thrombose führen kann.